# ミリティア
『ミリティア』は、1993年12月に日本のナムコから北米にて『Metal Marines』のタイトルで発売されたスーパーファミコン用シミュレーションゲーム。日本では1994年11月18日に発売された。
主人公のエリック・速瀬が所属する民兵団「ミリティア」を操作し、スペースコロニー駐留軍の司令官ゾルゲフを倒して世界征服を阻止する事を目的としている。互いに離島を陣取りミサイルなどの遠隔兵器のみで戦闘する事を特徴としており、敵司令部を発見しすべて破壊する事で勝利となる。メーカーの公称ジャンルはシミュレーションゲームであるが、厳密にはリアルタイムストラテジーに近い。
開発はナムコが行い、ストーリーはSF作家の大場惑、プログラムはスーパーファミコン用ソフト『スーパーファミリーテニス』（1993年）を手掛けた中村隆徳、音楽はメガドライブ用ソフト『ローリングサンダー2』（1991年）を手掛けた柴野浩美が担当している。
1994年には欧米のみでWindows 3.x用ソフトとして発売された他、1998年にはニンテンドウパワーの書き換えソフトとして提供された。また、バーチャルコンソール対応ソフトとして2007年にWii、2015年にWii Uにて配信された。

## ゲーム内容

### システム
小島に築かれた軍基地同士による、遠隔兵器を主とした戦闘を扱うゲーム。根本的なルールは、いわゆる「海戦ゲーム」に酷似している。すなわち、敵陣を攻撃することで「索敵」を兼ねた「敵ユニットの破壊」を行い、敵指令基地の撃破を目指すのである。重要なのは、本ゲームがターン制ではなくリアルタイムで管理されることで、物資の補給や新ユニットの建設、被弾したユニットの修復などは実時間に比例して進行する。当然ながら、敵の攻撃や設備投資も同時に進行するため、勝利するには適切な戦略を素早く実行しなければならない。

### 基本的なゲームの流れ
ゲーム本編は、自陣となる島の中でユニットを建設・配置し、そのユニットを活用して敵陣を攻撃し、陥落させることを目指す。両陣営がそれぞれの島にあり、海を挟んでいるという地形上の理由から、ユニットそれ自体を移動させることはない。戦闘はあくまで、遠隔操作でこちらのユニットが用意した兵器を敵陣へ送り込む、という形を取る。重要なポイントは、「戦費」と「エネルギー」の二つの数値である。戦費はユニットの建設に使われるもので、ユニットの建設を実行するとその種類に応じて消費される。エネルギーは攻撃に使われるもので、攻撃ユニットを選択、実行することで消費される。これらの数値は時間に比例して補給されていく。

### 攻撃
攻撃コマンドを選ぶと、「ミサイル」と「バトラー」による敵陣への攻撃を行える。ミサイルは、狙ったマスおよびその周辺を爆撃してダメージを与える。ミサイル発射台が残っている限り、次弾が装填されて何度でも発射できるが、ミサイル自体の耐久力は低く撃墜されやすい。バトラーは、巨大人型兵器を輸送ポッドで送り込み、着陸地点周辺のユニットを襲撃するものである。バトラーおよびその輸送ポッドの耐久力はミサイルよりも高く、一定数の攻撃にも耐える。ただし、一度バトラーが撃墜されると、新しい機体が補給されることは無い。なお、これらの攻撃は敵軍にダメージを与えるだけでなく、敵陣上空を飛ぶことで敵陣のユニット位置を把握する効果もある。

### その他
- ゲーム本編中では、対戦する敵軍の司令官が個性的なキャラクターとして設定されており、ステージ開始前、およびゲーム中である程度の攻撃が行われるたびに通信を行ってくる。
- 本作品では、この時期のゲームとしては珍しくバッテリーバックアップによるセーブ機能が存在しない。各ステージ開始時にアルファベット4桁のパスワードが提示され、ゲームの中断と再開はプレイヤー自身がこのパスワードを記録し、再開時に入力することで任意のステージを呼び出す形となる。戦闘中の環境をそのまま保存することはできない。

## ストーリー
AD2115年、人類は反物質による対消滅エネルギーの実用化に成功した。しかし対消滅発電が急速に普及する一方で、その軍事利用も研究され、ついにある小国の紛争で反物質爆弾が使用された。その威力は予想を遥かに上回るもので、周辺の対消滅炉を次々と誘爆させ、世界中が対消滅爆発にさらされたのであった。大陸は粉砕され、世界はかろうじて爆発を逃れた無数の群島と、スペースコロニーを残すのみとなった。ここでコロニー駐留軍の司令官ゾルゲフは、自ら「大帝」を名乗り世界征服に乗り出す。壊滅状態の地上に、帝国軍と戦える勢力は残っていなかった。しかし、幽閉状態に置かれていたコロニー市民の中からレジスタンス運動が立ち上がる。レジスタンスは市民を中心とした民兵団「ミリティア」を組織し、地上へと送り込んだ。ミリティアの若き司令官エリック・速瀬は、わずかな補給を頼りに地上での拠点を建設し、帝国軍の野望を阻むという重大任務を背負うことになる。

## ユニット
ゲーム中に登場するユニットおよび地形について解説する。（）の中は強化後の数値。

### 攻撃用ユニット
ミサイル
コスト：10$、HP：20、AP：35（70）、ENG：4（8）
敵陣地に向けて発射し、狙ったマスを中心とする3×3マスを爆撃する。一度発射すると、攻撃用エネルギーの有無とは別に、次弾を装填するまでの間は攻撃ができない。「ユニット強化」の投資を行うと、一度に2発のミサイルを発射する上級ミサイルに改良される。
バトラー
コスト：20$、HP：40（80）、AP：8、ENG：20
巨大人型兵器が配備された格納庫。攻撃を指示すると、輸送ポッドに乗って敵陣へ侵入し、着陸地点を中心とした6×6マスの範囲内を60秒間歩き回り、範囲内の敵ユニットへ攻撃を行う。また、敵バトラーが攻撃してきた場合、自動的に迎撃を行う。「ユニット強化」の投資を行うと、より戦闘能力の高い新型バトラーに改良される。
バトラーの装備は「ノーマル」「対バトラー（バトラーに強く、ガンポッドに弱くなる）」「対ガンポッド（ガンポッドに強く、バトラーに弱くなる）」の三種類を選ぶことができる。
バトラーが撃墜されてしまうと、格納庫は何の機能も果たさない荒れ地扱いとなる。
大型ミサイル基地
コスト：255$、HP：20、ENG：950
3×3マスの範囲に建設される大型ユニット。狙ったマスを中心とした直径4マスほどの円形範囲に大ダメージを与える。また、このミサイルは敵の対空ミサイルによって迎撃されない。強力ではあるが、使用するためのコストも通常のミサイルに比べ超大である。

### 防御用ユニット
対空ミサイル
コスト：15$、HP：20、AP：5
敵のミサイルやバトラー輸送ポッドが接近すると自動的に発射され、敵を迎撃する。ただし、狙いが外れることもある。「ユニット強化」の投資を行うと、同時に2発の対空ミサイルを発射する上級対空ミサイルに改良される。
ガンポッド
コスト：10$、HP：70
対バトラー戦用防衛ユニット。敵バトラーが縦横ナナメいずれか2マス以内に侵入すると、自動的に迎撃を行う。
ジライ
コスト：10$、HP：34
対バトラー用の地雷原。敵バトラーがこのマスに侵入するとダメージを与える。敵が配置した地雷は、マップ上で見ることができない。

### 補助用ユニット
対空レーダー
コスト：50$、HP：20
このユニット自体に迎撃能力は無いが、配置しておくと自軍対空ミサイルの命中率が少し高まる（最大55%）。
ホキュウ基地
コスト：75$、HP：40
毎秒の戦費上昇率が向上する。複数の補給基地を建設すれば、その効果は累積する。
エネルギータンク
コスト：50$、HP：40
毎秒のエネルギー上昇率が向上する。複数のタンクを建設すれば、その効果は累積する。
兵器コウジョウ
コスト：100$、HP：40
工事中ユニットが完成するまでの時間、一度発射したミサイルの次弾装填までの時間などが短縮される。

### 特殊ユニット
司令基地
HP：180
自軍の中枢。敵の司令基地を破壊することが戦いの勝利条件である。各ステージ開始前に、任意の3か所に司令基地を配置することができ、すべての司令基地を破壊されない限り負けにはならない。逆に、敵軍が複数の司令基地を持っていた場合も、すべての司令基地を破壊しないと勝ちにはならない。
ダミー基地
コスト：30$、HP：40
外見だけが司令基地そっくりだが、特殊な機能は無いユニット。敵の攻撃優先度が高く、囮となる。
ダミーユニット
コスト：10$、HP：20
司令部に被せるようにして使う、平凡な民家のカモフラージュ。敵の攻撃優先度が下がり、攻撃されにくくなる。

### その他の地形
平地
ユニットの建設されていない通常の土地。
荒れ地
爆撃された平地、あるいは破壊されたユニットの瓦礫がこの状態になる。「荒れ地を修復」コマンドを使い、有償で整備しないと新たなユニットを配置することができない。
民家・森
このままではユニットを配置できないが「荒れ地を修復」コマンドで平地にすることができる。
斜面
このマスにはユニットを配置できない。また、バトラーがここを通過する際には移動速度が落ちる。
工事中
ユニットが完成する前またはユニット強化の最中の状態。完成までは3段階があり、強化中は3段階目と同じ状態である。
ただし、ジライは例外である。

### コマンド
ラインモード
フィールド上に線が表示される「ラインモード」の表示/非表示の設定を切り替える。
ユニット配置
前述したユニットを配置する。配置するにはコストが必要である。
ユニットデータ
自軍陣地のマップが表示され、カーソルを合わせることで各ユニットのデータを見ることができる。
ユニットしょぶん
自軍のいらないユニットを破壊することができる。破壊後、ユニットがあった土地は荒れ地になる。
敵をこうげき
自軍陣地のマップで攻撃するユニットを選び、敵陣のマップで攻撃場所を選び攻撃する。
アレチをしゅうふく
森や荒地などを修復し、平地に戻すことができる。ただし、1マスに付き5$のコストがかかる。
つうしんスイッチ
作戦中の敵司令官からの通信のON/OFFを切り替える。
バトラー武装交換
バトラーの武装を変更する。尚、「ユニット配置」コマンドで配置したバトラーの武装は常にノーマルになっている。
ユニットきょうか
一部のユニットを強化することができる。
強化可能なユニットとその費用は以下の通り。
ミサイル：40$、バトラー：45$、対空ミサイル：50$

## 登場人物

### コロニー連合軍「ミリティア」
エリック・速瀬
主人公。民兵団「ミリティア」の司令官として指揮を執る。小説版の記述によれば、宙軍士官学校に在籍中、バトラー乗務訓練の事故に巻き込まれ、後輩の指導に当たっていたエリックが責任を取らされる形で閑職に回された。その後、事故そのものが当時宙軍副提督だったゾルゲフの極秘計画にまつわるものだったことを知ってしまい、軍を解雇される。しかしその結果として、ゾルゲフによるクーデターには加わることなくミリティアへ参戦した。
アーネスト・ボウマン
ミリティアの作戦参謀。元宙軍士官学校の戦略理論教官（エリックの入学より数年早く退職していたため、直接の面識はなかった）。すでに現役を引退していたが、ミリティアからの要求を受けて参謀として参加する。ゲーム中では、各ステージ開始前の「アドバイス」コマンドで、ステージに関する情報を教えてくれる。
白川眉美
ミリティアの女性通信兵。敵軍との通信を仲介する。小説版では、前線勤務を求めて輸送艇に密航する大胆な一面を見せる。

### 帝国軍
ニコライ・インオビッチ・ゾルゲフ
ゾルゲフ帝国の「大帝」。元コロニー駐留軍の司令官だったが、地上壊滅に乗じて世界帝国の樹立を宣言。軍事力で全コロニーを制圧した後、地上への侵攻を行う。ゲーム終盤のステージにおいて対戦相手として登場する。
ビル･ガーランド
帝国軍幹部の一人。序盤ステージの対戦相手として登場する司令官。強気で勢いに乗りやすい一方、緻密さに欠ける性格もある。ボウマンの元部下。
ジャンヌ・バルドー
帝国軍幹部の一人。中盤ステージの対戦相手として登場する女性司令官。自軍が優勢なときは高笑いし、不利になるとヒステリックに通信画面を蹴飛ばしてくる。ガーランド同様、ボウマンの元部下。
リュヒテン・シュワルツ
帝国軍幹部の一人。中盤から終盤ステージの対戦相手として登場する司令官。冷酷で狡猾な男でしかも執念深い。そのため何度も執拗にミリティアの前に立ちはだかる。

## 移植版
| No. | タイトル      | 発売日                       | 対応機種           | 開発元   | 発売元    | メディア                                      | 型式 | 備考        | 出典              |
| --- | ------------- | ---------------------------- | ------------------ | -------- | --------- | --------------------------------------------- | ---- | ----------- | ----------------- |
| 1   | Metal Marines | 1994年                       | Windows 3.x        | ナムコ   | Mindscape | CD-ROM                                        | -    |             |                   |
| 2   | ミリティア    | 1998年8月1日                 | スーパーファミコン | ナムコ   | ナムコ    | フラッシュロムカセット （ニンテンドウパワー） | -    |             |                   |
| 2   | ミリティア    | 2007年7月10日 2007年10月15日 | Wii                | バンナム | バンナム  | ダウンロード （バーチャルコンソール）         | -    | SFC版の移植 | [ 2 ]             |
| 3   | ミリティア    | 2015年3月4日                 | Wii U              | バンナム | バンナム  | ダウンロード （バーチャルコンソール）         | -    | SFC版の移植 | [ 3 ] [ 4 ] [ 5 ] |

## スタッフ
- ストーリー、スーパーバイザー：大場惑
- コンセプト・デザイン：GUTCHI、OCEAN、NORIRIN
- プログラム：CHUNOI、NAKA.P（中村隆徳）
- グラフィックス：NAKA G、M.MIURA、SHASHAHARA、IMAI CHAN、ENO ENO
- サウンド：SHIBANON（柴野浩美）
- エディター：NORIRIN、EARO、KATZE
- デザイン：ABESHI

## 評価
ゲーム誌『ファミコン通信』の「クロスレビュー」では、8・8・6・5の合計27点（満40点）、『ファミリーコンピュータMagazine』の読者投票による「ゲーム通信簿」での評価は以下の通り、19.3点（満30点）となっている。
| 項目 | キャラクタ | 音楽 | お買得度 | 操作性 | 熱中度 | オリジナリティ | 総合 |
| 得点 | 3.2        | 3.4  | 2.8      | 3.4    | 3.3    | 3.2            | 19.3 |

## 小説版
原作ゲームの発売とほぼ同時期に、ログアウト冒険文庫からノベライズ版が発売された。作者は大場惑。作者は元ナムコ社員で、その縁から原作ゲーム中の文章、そして小説版の執筆を引き受けたと小説版あとがきで語っている。
小説版ストーリーは原作ゲームの序盤、民兵団による地上への強襲と、帝国軍との緒戦を描いている。構想では、ゲームの導入部に当たる民兵団結成の経緯なども設定されていたが、ゲームとの同時発売という事情からゲーム本編の雰囲気を伝えることが優先される内容となった。
- ミリティア　消滅の大地　ISBN 4893662880